# 貓頭鷹 (電影)
《貓頭鷹》，為1981年香港元亨影業及銀色影業聯合攝製，姜大衛執導之電影，以古龍《楚留香之蝙蝠傳奇》一書為原型，並加入古龍小說《多情劍客無情劍》、《絕代雙驕》等作及黃鷹《沈勝衣傳奇》和《天蠶變》中的人物角色及劇情，並玩過界連《黃頁》、李小龍、《異形》、《星球大戰》、《大白鯊》、《泰山》、劇集《職業特工隊》、劇集《神探俏嬌娃》等中外古今流行文化都不放過，對七十年代後期開始盛行的古龍武俠片進行大規模的顛覆嘲弄。

## 劇情簡介
一個神秘島嶼裡住著一些靠打劫，綁架為生的人，首領貓公子都會定期召開拍賣會，聲稱甚麼東西也可以拍賣，有人提出要拍賣當今皇上最喜愛的三十六皇妃，貓公子毅然答應，結果三十六皇妃被劫走。而皇上為了尋回心愛的妃子，派遣大臣尋找不果，於是派了一隻聰明絕頂而會說話的鸚鵡找范侍衛，讓他幫自己尋回妃子，而鸚鵡也因筋疲力盡而死掉，當時范侍衛已不在人世，范侍衛之子范士林按照鸚鵡的遺言，找來小魚兒之子大白鯊，小李飛刀李尋歡之徒小小李幫忙破案，三人經過重重困難，終於解開了一團團的迷霧，完成任務。

## 人物角色
| 角色名稱 | 演員     | 備註         |
| -------- | -------- | ------------ |
| 范士林   | 姜大衛   |              |
| 大白鯊   | 曾志偉   | 小魚兒之子   |
| 小小李   | 衛子雲   | 李尋歡之徒   |
| 忍者     | 秦沛     | 貓公子手下   |
| 陸大鳳   | 陳星     | 陸小鳳兄     |
| 陸小鳳   | 張帝     | 陸大鳳弟     |
|          | 杜滿生   | 管家         |
| 倉田保昭 | 倉田保昭 | 忍者之師     |
| 大鋼牙   | 矮子王   | 貓公子手下   |
| 沈勝衣   | 徐少強   |              |
| 雲飛揚   | 徐少強   |              |
| 唐棠     | 歐陽玲瓏 |              |
| 李尋歡   | 李影     | 小小李師父   |
| 小魚兒   | 葛小寶   | 大白鯊之父   |
| 屠嬌嬌   | 歐立保   | 十大惡人之一 |
|          | 江島     | 酒客         |
|          | 蔡弘     | 酒客         |
|          | 張宗貴   | 酒客         |
|          | 王俠     | 拍賣會賓客   |
|          | 趙雷     | 皇帝         |
| 馮將軍   | 李昆     |              |
|          | 盧迪     | 丞相         |
|          | 陸劍明   | 武官         |
|          | 盧韋     | 太監         |
|          | 蔣玉蘭   | 妃子         |
|          | 楊澤霖   | 皇宮侍衛     |
|          | 梁尚雲   | 皇宮侍衛     |
|          | 吳家驤   |              |
|          | 原森     |              |
|          | 荊國忠   |              |

## 其他製作人員
- 出品人：秦沛
- 策劃：曾志偉
- 副導演：陸劍明、葉德申
- 攝影助理：陳園昌
- 武術指導：孫樹培、孫新祥、蘇沅峰
- 劇務：劉光明、藤強英
- 美工：顧毅
- 美術設計：李寶琳
- 場記：朱家興
- 燈光：許今發
- 道具：黃銘通
- 化妝：蔡雨宏
- 梳妝：陳素盆
- 服裝：黃榮
- 效果：王作潘
- 配音：丁羽、閻曉波
- 佈景：楊政豪
- 劇照：楊弘
- 電工：李向忠

## 備註
1. 1 2  香港電影票房 1981 〔華語電影〕，〈香港電影票房全紀錄〉

## 外部連結
- 香港影庫上《貓頭鷹》的資料（繁體中文）
- 时光网上《貓頭鷹》的資料（简体中文）
- 豆瓣电影上《貓頭鷹》的資料 （简体中文）
- 互联网电影数据库（IMDb）上《貓頭鷹》的资料（英文）
- Legend of the Owl （页面存档备份，存于），〈Hong Kong Cinemagic〉